# Martín Rivas (telenovela de 1970)
Martín Rivas fue una serie de televisión de 1970 producida por Protab para Televisión Nacional de Chile. Estaba basada en la obra homónima de Alberto Blest Gana y se estrenó el 20 de abril de 1970, emitiéndose inicialmente de lunes a viernes a las 15:00 (después de Femenino 70) y a partir de julio solo los días lunes y viernes, siendo emitida la serie Cuarteto para instrumentos de muerte a la misma hora los martes, miércoles y jueves.

## Argumento
Martín Rivas (Leonardo Perucci) es un joven empobrecido, pero su ambición lo obliga a trasladarse desde el norte de Chile a estudiar leyes a Santiago. Su disminuida condición económica lo hace hospedarse en casa de Don Dámaso Encina (Mario Montilles), líder de una aristocrática familia chilena. Durante su estadía en casa de los Encina, conoce a Leonor (Silvia Santelices), la hija de Don Dámaso. Martín se enamora de ella y comienza una conquista amorosa que sin querer dará resultados. Sin embargo, a lo largo de la historia, Martín se verá enfrentado a una serie de obstáculos que siempre estarán dirigidos a recordarle su humilde condición social.

## Elenco
- Leonardo Perucci como Martín Rivas Salazar
- Silvia Santelices como Leonor Encina Núñez
- Marcelo Romo como Rafael San Luis.
- Anita Klesky como Matilde Elías Encina.
- Mario Montilles como Dámaso Encina.
- Violeta Vidaurre como Bernarda Cordero, viuda de Molina.
- Amelia Requena como Edelmira Molina Cordero.
- María Eugenia Caviedes como Adelaida Molina Cordero.
- Cristián Val como Amador Molina Cordero.
- Enrique Heine como Teniente Castaños.

## Ficha técnica
- Año: 1970
- Producción: Protab
- N.º Capítulos: 45
- Idea Original: Alberto Blest Gana
- Reparto: Leonardo Perucci, Silvia Santelices, Anita Klesky, Marcelo Romo, Cristián Val
- Precedida por: Ninguna
- Sucedida por: El Padre Gallo

## Curiosidades
- La serie tiene un remake llamada de igual forma y hecho por el mismo canal de televisión.
- Mario Montilles hizo a Dámaso tanto en esta versión como en la de 1979.